# Givors
Givors je naselje in občina v zahodnem francoskem departmaju Rhône regije Rona-Alpe. Leta 2019 je naselje imelo 20.000 prebivalcev.

## Geografija
Kraj leži v pokrajini Lyonnais ob reki Roni in njenem desnem pritoku Gier, 25 km južno od Lyona.

## Uprava
Givors je sedež istoimenskega kantona, v katerega so poleg njegove vključene še občine Chassagny, Échalas, Grigny, Millery, Montagny, Saint-Andéol-le-Château, Saint-Jean-de-Touslas in Saint-Romain-en-Gier z 39.855 prebivalci (v letu 2009).
Kanton Givors je sestavni del okrožja Lyon.

## Zanimivosti
- grad Le château Saint Gérald iz 12. stoletja,
- cerkev sv. Pankracija iz 12. stoletja, Bans,
- cerkev sv. Lazarja, Saint-Martin-de-Cornas,
- notredamska cerkev, Givors-Canal.

## Promet
- železniški postaji Gare de Givors-Ville in Gare de Givors-Canal ob progi Moret-Veneux-les-Sablons - Lyon-Perrache;

## Pobratena mesta
- Aïn Bénian (Alžirija)
- Alaquàs (Valencia, Španija)
- Döbeln (Saška, Nemčija)
- Gavinané (Mali)
- Navapolack (Belorusija)
- Orvieto (Umbrija, Italija)
- Vila Nova de Famalicão (Portugalska)